# Krushuvad pelikan
Krushuvad pelikan (Pelecanus crispus) är en fågel i familjen pelikaner inom ordningen pelikanfåglar som förekommer fläckvist från östra Medelhavsområdet österut till Kina.

## Utseende
Krushuvad pelikan är en mycket stor fågel, ännu större än vit pelikan med en längd på 160–180 centimeter och en vingbredd på 270–320 centimeter. I grunden är den i övrigt likartad, men skiljer sig på krusiga nackfjädrar (därav namnet), mer gråvit fjäderdräkt, grå istället för rosa fötter och under häckningstid tydligt orangeröd strupsäck. I flykten syns den i det närmaste helljusa vingundersidan med bara svarta vingspetsar. Lätena är dåligt kända och lika vit pelikan, men är ljusare.

## Utbredning och systematik
Utbredningsområdet är fragmenterat. Den häckar lokalt i södra Eurasien, från sydöstra Europa till Centralasien och österut till Xinjiang och Mongoliet, och söderut till Iran. I Europa häckar den i Montenegro, Albanien, Grekland, Rumänien, Bulgarien, Georgien, Armenien och Ryssland.

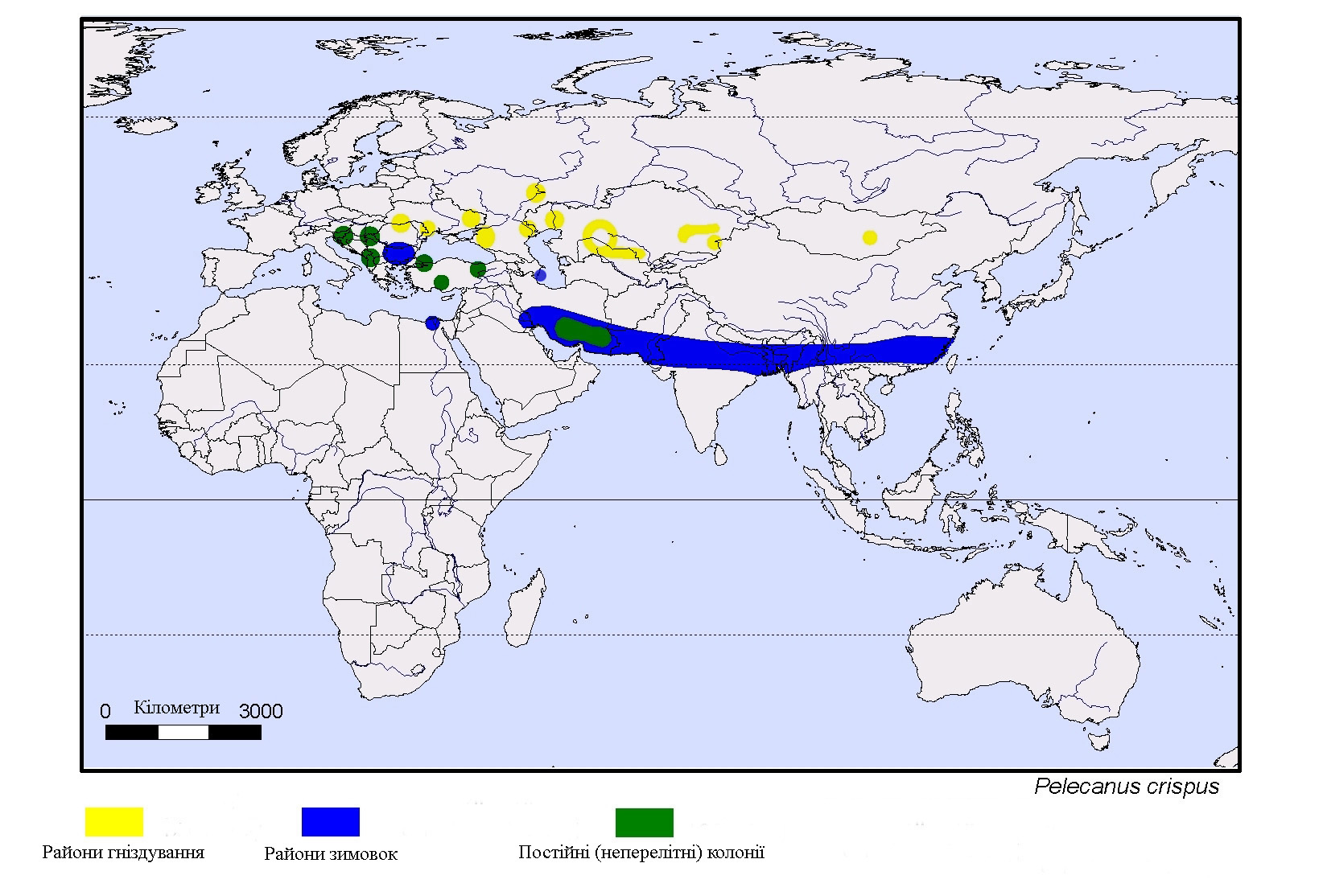
Världsutbredningen för krushuvad pelikan. Gult = häckningsområde, blått = övervintringsområde, grönt = både och.

Den är till största delen en kortflyttare men uppträder vintertid så långt söderut som Indien. Den har introducerats till en rad länder. Europeiska häckfåglar övervintrar i östra Medelhavsområdet, ryska och centrasiatiska i Iran, Irak och Indien samt de mongoliska utmed Kinas östkust, inklusive Hongkong. Tidigare behandlades den ofta som underart till fläcknäbbad pelikan (Pelecanus philippensis).

### Förekomst i Sverige
I juni 2025 observerades en krushuvad pelikan i Jämtland. Efter att ha förflyttat sig till Åland återkom den till Sverige i juli och observerades strax utanför Gävle. Om den bedöms som spontan är det första gången som en vild pelikan setts i Sverige.

## Ekologi
Krushuvad pelikan häckar i grunda sjöar och våtmarker. Den bygger ett plattformsliknande bo direkt på marken och lägger i genomsnitt två ägg per kull. Kullar med ett till sex ägg förekommer. Äggen ruvas i 30–32 dagar och efter kläckningen tar båda föräldrarna hand om ungarna. Fågeln lever nästan uteslutande av fisk, framför allt karp, abborre, sarv, mört och gädda i färskvattensjöar samt ålar, smörbultar, multfiskar och räkor i brackvattenmiljöer. I den stora häckningskolonin Mikri Prespa i Grekland intar den huvudsakligen den endemiska karpfisken Alburnus belvica.

## Hot och status
Den globala populationen minskade dramatiskt under 1900-talet på grund av utdikning av våtmarker, jakt och störning. Vissa populationer har dock ökat i antal på sistone, så pass att internationella naturvårdsunionen IUCN numera kategoriserar fågeln som nära hotad (NT). Studier från 2017 uppskattar världspopulationen till 11.400-13.400 vuxna individer.

## Observation i Sverige
Den 11 juni 2025 observerades för första gången en krushuvad pelikan i Sverige. Den unga fågeln, med en imponerande vingbredd på upp till tre meter, sågs först i Orrviken utanför Östersund och syntes följande dag vid Ändsjön på Frösön. Observationen fångade stor uppmärksamhet från lokala fågelskådare och det har bekräftas att det sannolikt rörde sig om en ung fågel som av misstag avvikit från sitt normala migrationsmönster. 
Arten är vanligen hemmahörande i sydöstra Europa och Asien, vilket gör fyndet i Sverige särskilt anmärkningsvärt.

## Bilder

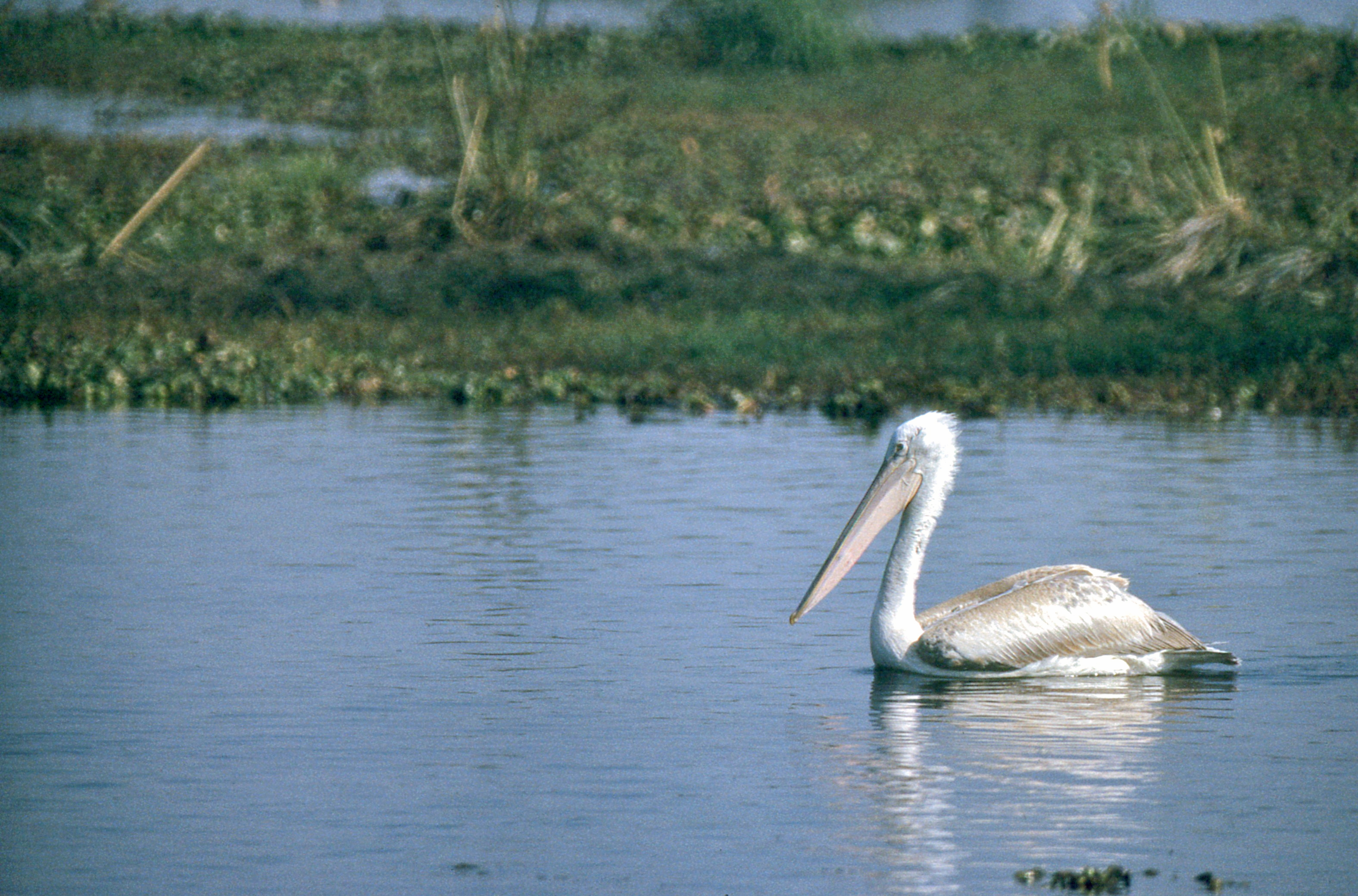
Ung krushuvad pelikan i Rajasthan, Indien.
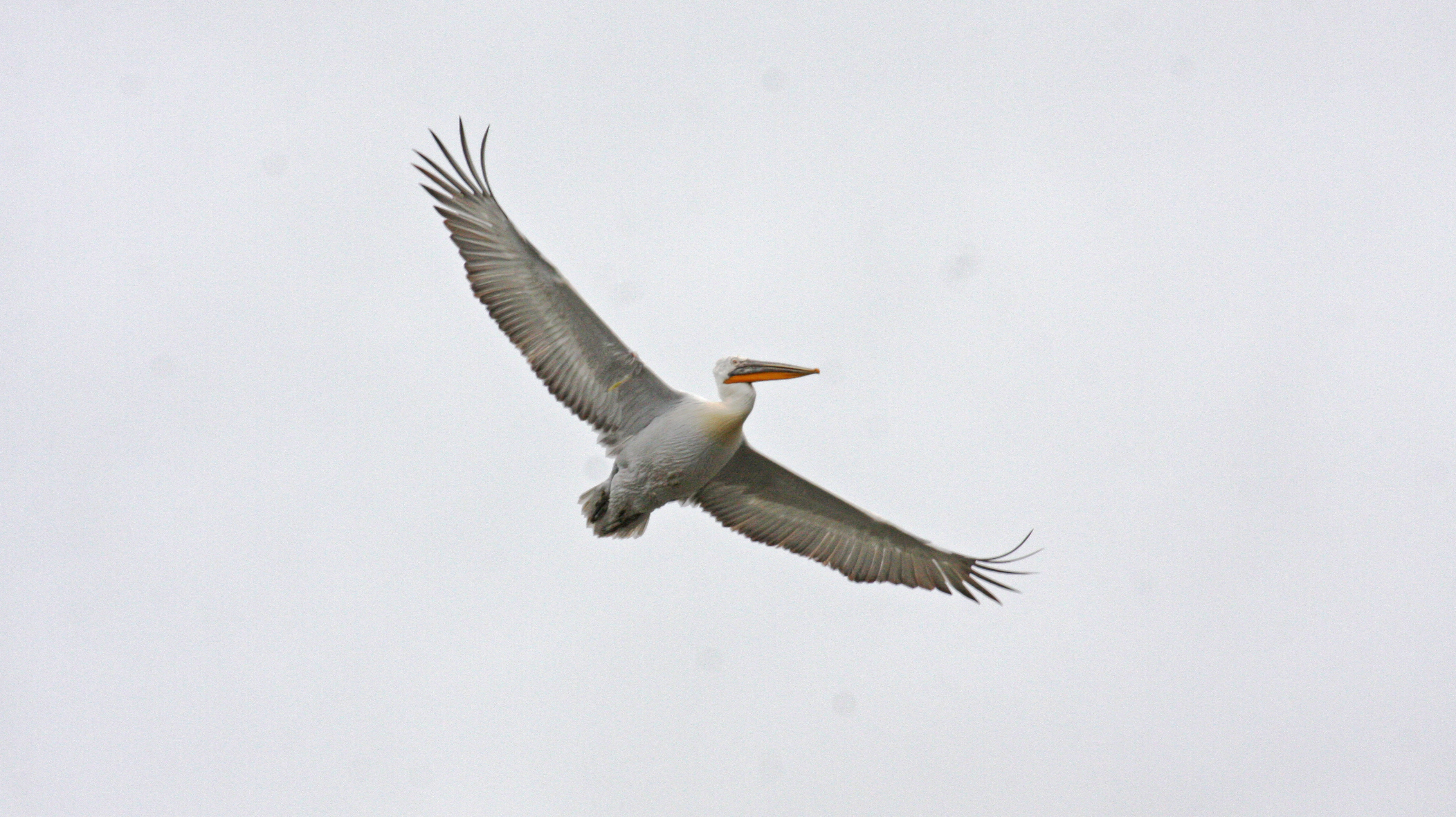
Krushuvad pelikan i flykten i Grekland.
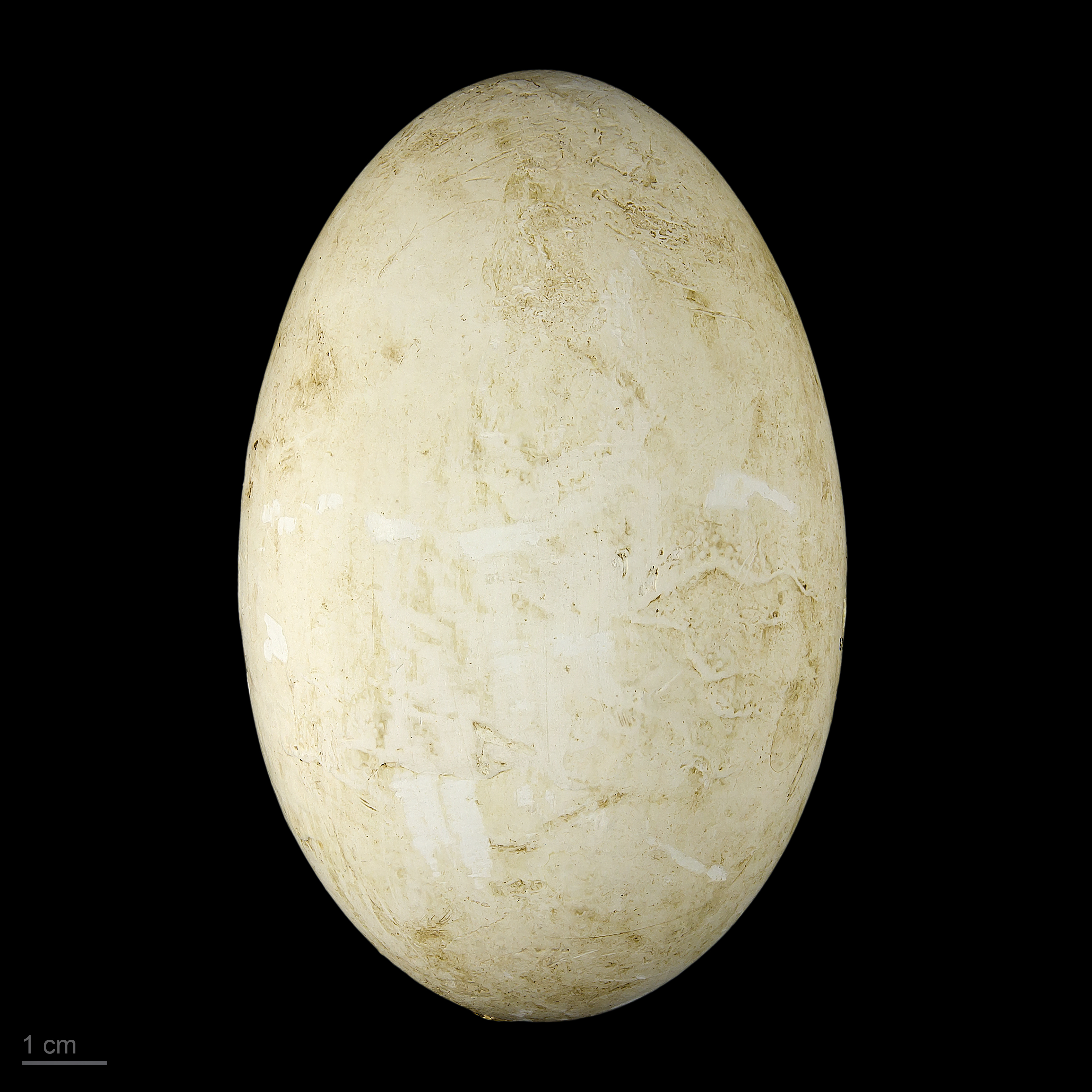
Museum specimen